# C.D. Primeiro de Agosto (håndbold)
C.D. Primeiro de Agosto  er en angolansk håndboldklub, der kommer fra Luanda i Angola. Klubben blev grundlagt i 1979 og har hjemmebane i Pavilhão da Cidadela med plads til 1.500 tilskuere. Klubben har både herre og damehold. Klubben har angolanske Filipe Cruz som træner for herrerholdet, mens danske Morten Soubak er træner for dameholdet.